# Pompadourcotinga
De pompadourcotinga (Xipholena punicea) is een zangvogel uit de familie Cotingidae (cotinga's). De Nederlandse (en Engelse) naam verwijst naar Madame de Pompadour die paars als favoriete kleur zou hebben gehad.

## Verspreiding en leefgebied
Deze soort komt voor in oostelijk Colombia, zuidelijk Venezuela, de Guyana's, amazonisch Brazilië en noordoostelijk Bolivia.

## Status
De grootte van de populatie is niet gekwantificeerd maar de soort wordt omschreven als vrij algemeen, maar met een versnipperde verspreiding. Op de Rode lijst van de IUCN heeft deze soort de status niet bedreigd.